# عبد الله كوباياشي
يوسوكي كوباياشي (بالإنجليزية:Abdullah Kobayashi) (من مواليد 22 يوليو 1976)،  مصارع محترف ياباني كان أول ظهور له في حلبات المصارعة عام 1995 ولقد اشتهر بمبارياته الدموية مدربه الحالي هو المصارع عبد الله ذا بوتشر.

## روابط خارجية
- عبد الله كوباياشي على موقع WrestlingData.com (الإنجليزية)
- عبد الله كوباياشي على موقع CageMatch worker (الإنجليزية)
- عبد الله كوباياشي على موقع قاعدة بيانات المصارعة على الإنترنت (الإنجليزية)